# The Regiment (игра)
The Regiment (с англ. — «Полк», в России издавалась под названием «Британский спецназ») — компьютерная игра в жанре тактического шутера от первого лица, разработанная студией Kuju Entertainment и изданная 17 февраля 2006 года компанией Konami of Europe. Игра создана на игровом движке Unreal Engine 2.